# Le Lude
Le Lude és un municipi francès situat al departament del Sarthe i a la regió de País del Loira. L'any 2007 tenia 4.074 habitants.

## Demografia

### Població
El 2007 la població de fet de Le Lude era de 4.074 persones. Hi havia 1.829 famílies de les quals 622 eren unipersonals (273 homes vivint sols i 349 dones vivint soles), 658 parelles sense fills, 413 parelles amb fills i 136 famílies monoparentals amb fills.
La població ha evolucionat segons el següent gràfic:
Habitants censats

### Habitatges
El 2007 hi havia 2.106 habitatges, 1.852 eren l'habitatge principal de la família, 78 eren segones residències i 176 estaven desocupats. 1.733 eren cases i 342 eren apartaments. Dels 1.852 habitatges principals, 1.134 estaven ocupats pels seus propietaris, 689 estaven llogats i ocupats pels llogaters i 29 estaven cedits a títol gratuït; 46 tenien una cambra, 130 en tenien dues, 428 en tenien tres, 544 en tenien quatre i 703 en tenien cinc o més. 1.126 habitatges disposaven pel capbaix d'una plaça de pàrquing. A 941 habitatges hi havia un automòbil i a 591 n'hi havia dos o més.

### Piràmide de població
La piràmide de població per edats i sexe el 2009 era:
| Homes | Edats   | Dones |
| ----- | ------- | ----- |
| 0     | 95 o +  | 12    |
| 20    | 90 a 94 | 44    |
| 28    | 85 a 89 | 68    |
| 36    | 80 a 84 | 52    |
| 80    | 75 a 79 | 100   |
| 116   | 70 a 74 | 152   |
| 92    | 65 a 69 | 124   |
| 120   | 60 a 64 | 116   |
| 112   | 55 a 59 | 124   |
| 140   | 50 a 54 | 132   |
| 156   | 45 a 49 | 156   |
| 164   | 40 a 44 | 188   |
| 140   | 35 a 39 | 168   |
| 108   | 30 a 34 | 100   |
| 120   | 25 a 29 | 116   |
| 104   | 20 a 24 | 80    |
| 152   | 15 a 19 | 104   |
| 116   | 10 a 14 | 148   |
| 104   | 5 a 9   | 136   |
| 68    | 0 a 4   | 100   |

## Economia
El 2007 la població en edat de treballar era de 2.446 persones, 1.688 eren actives i 758 eren inactives. De les 1.688 persones actives 1.450 estaven ocupades (759 homes i 691 dones) i 236 estaven aturades (106 homes i 130 dones). De les 758 persones inactives 367 estaven jubilades, 169 estaven estudiant i 222 estaven classificades com a «altres inactius».

### Ingressos
El 2009 a Le Lude hi havia 1.811 unitats fiscals que integraven 3.976 persones, la mediana anual d'ingressos fiscals per persona era de 15.815 €.

### Activitats econòmiques
Dels 198 establiments que hi havia el 2007, 3 eren d'empreses extractives, 7 d'empreses alimentàries, 3 d'empreses de fabricació de material elèctric, 1 d'una empresa de fabricació d'elements pel transport, 11 d'empreses de fabricació d'altres productes industrials, 20 d'empreses de construcció, 44 d'empreses de comerç i reparació d'automòbils, 3 d'empreses de transport, 19 d'empreses d'hostatgeria i restauració, 5 d'empreses d'informació i comunicació, 19 d'empreses financeres, 4 d'empreses immobiliàries, 15 d'empreses de serveis, 23 d'entitats de l'administració pública i 21 d'empreses classificades com a «altres activitats de serveis».
Dels 60 establiments de servei als particulars que hi havia el 2009, 1 era una oficina d'administració d'Hisenda pública, 1 gendarmeria, 1 oficina de correu, 7 oficines bancàries, 1 funerària, 4 tallers de reparació d'automòbils i de material agrícola, 1 taller d'inspecció tècnica de vehicles, 2 autoescoles, 1 paleta, 5 guixaires pintors, 5 fusteries, 5 lampisteries, 4 electricistes, 8 perruqueries, 2 veterinaris, 9 restaurants, 2 agències immobiliàries i 1 saló de bellesa.
Dels 21 establiments comercials que hi havia el 2009, 2 eren supermercats, 2 grans superfícies de material de bricolatge, 1 una botiga de més de 120 m², 1 una botiga de menys de 120 m², 4 fleques, 2 carnisseries, 2 llibreries, 2 botigues de roba, 1 una botiga d'electrodomèstics, 1 una botiga de mobles, 1 un drogueria i 2 floristeries.
L'any 2000 a Le Lude hi havia 50 explotacions agrícoles que ocupaven un total de 2.484 hectàrees.

## Equipaments sanitaris i escolars
El 2009 hi havia 1 hospital de tractaments de mitja durada (seguiment i rehabilitació), 1 un hospital de tractaments de llarga durada, 2 farmàcies i 2 ambulàncies.
El 2009 hi havia 1 escola maternal i 3 escoles elementals. Le Lude disposava d'un col·legi d'educació secundària amb 351 alumnes.

## Poblacions més properes
El següent diagrama mostra les poblacions més properes.